# Збірна України з мініфутболу
Збі́рна Украї́ни з мініфутболу — національна збірна команда України з мініфутболу, якою керує Федерація мініфутболу України, яка входить у структуру Федерації футболу України.

## Історія

### Чемпіонат Європи 2016
Чемпіонат Європи з мініфутболу 2016 проходив у Секешфегерварі (Угорщина) з 21 по 27 серпня 2016 року. У фінальній частині чемпіонату взяло участь 32 національні збірні. Жеребкування змагань пройшло у Секешфегерварі 24 березня 2016 року. У своєму першому великому турнірі, збірна України отримала в суперники Боснію і Герцоговину, яка на попередньому Євро 2015 року зайняла 2 місце, Словаччину, яка посідала восьме місце у рейтингу національних збірних і Шотландію.
Більш досвідчені збірні зуміли пройти далі, а збірна України здобула безцінний досвід виступу на найвищому рівні. Для більшості гравців це був перший міжнародний турнір. У підсумковому рейтингу Євро 2016, Україна випередила збірні Австрії, Туреччини, Кіпру, Італії і Люксембургу.
| Команда              | І | В | Н | П | ЗМ | ПМ | РМ | О |
| -------------------- | - | - | - | - | -- | -- | -- | - |
| Боснія і Герцеговина | 3 | 3 | 0 | 0 | 7  | 3  | +4 | 9 |
| Словаччина           | 3 | 1 | 1 | 1 | 4  | 4  | 0  | 4 |
| Шотландія            | 3 | 1 | 1 | 1 | 4  | 4  | 0  | 4 |
| Україна              | 3 | 0 | 0 | 3 | 2  | 6  | −4 | 0 |

### Чемпіонат Європи 2017
У фінальній частині чемпіонату брало участь 24 національні збірні. Жеребкування змагань пройшло у Брно 29 березня 2017 року. На другому для себе європейському форумі, збірна України отримала в суперники Польщу, Болгарію і Німеччину.
У першому матчі Україна поступилася Польщі (2:0), але вже у другому матчі здобула перемогу проти сильної збірної Німеччини, яка посідала 4 місце у рейтингу національних збірних. Рахунок відкрив Артем Гордієнко точним ударом на 37-й хвилині матчу. Вже за 3 хвилини, після прострілу від Ігоря Кладова, Артем Гордієнко оформлює дубль. Німцям вдалося відіграти один м'яч зусиллями Гербі Каплана. У третьому матчі проти Болгарії збірна України зазнала другої поразки і залишила турнір.
Не зважаючи на не вихід у 1/8 фіналу, збірна України у фінальному рейтингу чемпіонату випередила такі збірні, як Іспанія, Італія і Португалія. Перемога над збірною Німеччини стала першою та історичною у фінальних частинах чемпіонату Європи.
| Команда   | І | В | Н | П | ЗМ | ПМ | РМ | О |
| --------- | - | - | - | - | -- | -- | -- | - |
| Болгарія  | 3 | 2 | 1 | 0 | 7  | 5  | +2 | 7 |
| Польща    | 3 | 1 | 1 | 1 | 3  | 2  | +1 | 4 |
| Україна   | 3 | 1 | 0 | 2 | 3  | 5  | −2 | 3 |
| Німеччина | 3 | 1 | 0 | 2 | 5  | 6  | −1 | 3 |

### Чемпіонат Європи 2018
У фінальний частині змагалися 20 найкращих збірних Європи. Жеребкування змагань пройшло у будівлі Федерації футболу України, в Києві 11 травня 2018 року. На домашньому чемпіонаті Європи збірна України отримала в суперники Італію, Словаччину, Чорногорію і Бельгію. У складі збірної України грали Іван Кривошеєнко, Едуард Цихмейструк, Анатолій Кіцута та інші. На церемонії відкриття турніру був присутній мер Києва та екс-чемпіон світу з боксу Віталій Кличко.
Попри поразку у першому матчі проти збірної Італії з рахунком 3:6, збірна України вже у другому матчі здобула перемогу над Словаччиною з рахунком 3:1. Потім були перемоги проти збірних Бельгії (3:0) і Чорногорії (5:0).
У підсумку, Україна виграла групу А і пройшла у плей-оф. У чвертьфіналі Україна зустрілася зі збірною Англії. Основний час закінчився з нічийним рахунком 1:1, але у серії післяматчевих пенальті сильнішими виявилися англійці.
Збірна України успішно провела турнір та виконала завдання – потрапляння до 8-ки найкращих команд Європи та вперше в історії завоювала право грати на Чемпіонаті світу з мініфутболу. Євген Шайдюк став другим бомбардиром турніру забивши 5 м'ячів. 
Група А
| Команда    | І | В | Н | П | ЗМ | ПМ | РМ  | О |
| ---------- | - | - | - | - | -- | -- | --- | - |
| Україна    | 4 | 3 | 0 | 1 | 14 | 7  | +7  | 9 |
| Чорногорія | 4 | 3 | 0 | 1 | 8  | 6  | +2  | 9 |
| Італія     | 4 | 2 | 1 | 1 | 12 | 10 | +2  | 7 |
| Словаччина | 4 | 1 | 1 | 2 | 8  | 9  | −1  | 4 |
| Бельгія    | 4 | 0 | 0 | 4 | 4  | 14 | −10 | 0 |

### Чемпіонат світу 2019
Чемпіонат світу 2019 проходив з 1 по 11 жовтня у місті Перт (Австралія). Це перший для України чемпіонат світу, у якому вона бере участь. Українська збірна дійшла до чвертьфінала та посіла 8 місце. Основою команди було відібрано гравців, які брали участь у чемпіонаті Києва у сезоні 2018-19, а також найкращі футболісти фіналу чемпіонату України. Тренерський склад обрав 15 хлопців з Києва та 4 з регіонів (Рівне та Кривий Ріг). Але через проблеми з отриманням віз з 22 представників делегації лише 8 полетіло до Австралії, серед яких жодного воротаря. Тож було вирішено дозаявити 2 гравців місцевої української команди "Козаки Перту", а спортивний директор став на ворота
Збірна України потрапила до Групи С, де зіграла з Ліваном, Румунією та Нігерією.
Перший матч відбувся у вівторок 1 жовтня зі збірною Лівану і почався з того, що видалили Євгена Зайця, який стояв на воротах. Замість нього на воротах став польовий гравець – Віктор Цой. Йому вдалось відстояти на нуль. До того ж він відзначився голом на 34 хвилині. Матч завершився перемогою - 3:0. Окрім Цоя голами відзначилися також Андрій Хомин (16-та хвилина) та Євген Задорожний (45).
Другий тур групового етапу відбувся 3 березня Збірна України програла збірній Румунії з рахунком 1:3. Українська збірна невдало провела стартовий відрізок матчу, пропустивши на 2-й і 4-й хвилинах, а після перерви команди обмінялися голами. Голами відзначились Аліцу (2), Унгур (4), Паулевічі (26) та  Пантелейчук (39).
У третьому турі 5 березня український колектив переміг команду Нігерії з рахунком 8:2. У збірної України дублі до свого активу записали Харченко і Заяць, а також відзначився Хомін, Пантелейчук, Цой та Задорожній. Таким чином, в української команди два виграші при одній поразці – друга сходинка групи після Румунії. Це дозволило вийти у плей-оф.
8 жовтня збірна України у 1/8 фіналу розгромила національну команду Гани з рахунком 8:0. Хет-триком у складі українців відзначився Андрій Хомін, дублем – Віталій Харченко, по м'ячу забили Віктор Цой, Євген Андрієнко та Євген Заєць.
9 жовтня у чвертьфіналі Україна поступилися збірній Угорщини з рахунком 0:3 (0:1) і припинили боротьбу за Кубок світу-2019.

| Поз | Команда | І | В | Н | П | ГЗ | ГП | РГ  | О | Кваліфікація |
| --- | ------- | - | - | - | - | -- | -- | --- | - | ------------ |
| 1   | Румунія | 3 | 3 | 0 | 0 | 15 | 2  | +13 | 9 |              |
| 2   | Україна | 3 | 2 | 0 | 1 | 12 | 5  | +7  | 6 |              |
| 3   | Ліван   | 3 | 1 | 0 | 2 | 9  | 6  | +3  | 3 |              |
| 4   | Нігерія | 3 | 0 | 0 | 3 | 3  | 26 | −23 | 0 |              |

Склад збірної України: 1. Стів Вархомій, 2. Євген Заєць (Фактотум), 3. Віктор Пантелейчук (Агромат / Гріффін), 4. Євген Андрієнко, 5. Євген Задорожний (Фактотум, граючий тренер), 6. Денис Оробченко, 7. Андрій Хомин (Фактотум), 9. Анатолій Гаєнко, 10. Віктор Цой (Київміськбуд), 11. Євген Заєць (Альтернатива), 12. Віталій Харченко (Фактотум).

## Міжнародні турніри

### Чемпіонати світу
| Результати виступів на чемпіонатах світу | Результати виступів на чемпіонатах світу | Результати виступів на чемпіонатах світу | Результати виступів на чемпіонатах світу | Результати виступів на чемпіонатах світу | Результати виступів на чемпіонатах світу | Результати виступів на чемпіонатах світу | Результати виступів на чемпіонатах світу | Результати виступів на чемпіонатах світу | Результати виступів на чемпіонатах світу | Результати виступів на чемпіонатах світу |
| Рік                                      | Країна                                   | Місце                                    | І                                        | В                                        | Н                                        | П                                        | ЗМ                                       | ПМ                                       | РМ                                       | О                                        |
| ---------------------------------------- | ---------------------------------------- | ---------------------------------------- | ---------------------------------------- | ---------------------------------------- | ---------------------------------------- | ---------------------------------------- | ---------------------------------------- | ---------------------------------------- | ---------------------------------------- | ---------------------------------------- |
| 2019                                     | Австралія                                | 8-е (1/4 фіналу)                         | 5                                        | 3                                        | 0                                        | 2                                        | 20                                       | 8                                        | +12                                      | 9                                        |
| Загалом                                  | Загалом                                  | 1 виступ                                 | 5                                        | 3                                        | 0                                        | 2                                        | 20                                       | 8                                        | +12                                      | 9                                        |

### Чемпіонати Європи
| Результати виступів на чемпіонатах Європи | Результати виступів на чемпіонатах Європи | Результати виступів на чемпіонатах Європи | Результати виступів на чемпіонатах Європи | Результати виступів на чемпіонатах Європи | Результати виступів на чемпіонатах Європи | Результати виступів на чемпіонатах Європи | Результати виступів на чемпіонатах Європи | Результати виступів на чемпіонатах Європи | Результати виступів на чемпіонатах Європи | Результати виступів на чемпіонатах Європи |
| Рік                                       | Країна                                    | Місце                                     | І                                         | В                                         | Н                                         | П                                         | ЗМ                                        | ПМ                                        | РМ                                        | О                                         |
| ----------------------------------------- | ----------------------------------------- | ----------------------------------------- | ----------------------------------------- | ----------------------------------------- | ----------------------------------------- | ----------------------------------------- | ----------------------------------------- | ----------------------------------------- | ----------------------------------------- | ----------------------------------------- |
| 2016                                      | Угорщина                                  | 27-те (груповий етап)                     | 3                                         | 0                                         | 0                                         | 3                                         | 2                                         | 6                                         | -4                                        | 0                                         |
| 2017                                      | Чехія                                     | 18-те (груповий етап)                     | 3                                         | 1                                         | 0                                         | 2                                         | 3                                         | 5                                         | -2                                        | 3                                         |
| 2018                                      | Україна                                   | 7-е (1/4 фіналу)                          | 5                                         | 3                                         | 0                                         | 2                                         | 15                                        | 8                                         | +7                                        | 9                                         |
| Загалом                                   | Загалом                                   | 3 виступи                                 | 11                                        | 4                                         | 0                                         | 7                                         | 20                                        | 19                                        | +1                                        | 12                                        |